# Debata
Rasprava, diskusija ili debata može biti usmena ili pismena, temelji se na iznošenju misli (za razliku od pripovijedanja i opisivanja koji se temelje na zapažanju promjena u vremenu i prostoru). 
U raspravljačkim se tekstovima tumači, obrazlaže i prosuđuje na osnovi istinitih činjenica i dokaza (argumenata). Kao dokazi i potvrde mišljenja iznose se navodi/citati, dokumenti, statistički podatci, općeprihvaćene činjenice, spoznaje i vrijednosni sudovi.
Rasprava se često pokreće oko neke postavljene teze ili tvrdnje, pa se sudionici odlučuju za ili protiv obrazlažući i argumentirajući svoje mišljenje.

## Usmena rasprava
Usmena rasprava je vrsta koju vodi veći broj sudionika na određenu temu ili problem, a cilj im je da u sukobu/konfliktu svojih mišljenja i stavova pokušaju riješiti problem, odgovoriti na pitanje. Usmena rasprava zove se i diskusija (eng. discussion).

## Pismena rasprava
Rasprava može biti i pisana, posebno ako su problem i postavljena teza složeniji, pa je potrebno više vremena da se svi zainteresirani upoznaju s različitim gledištima, ili ako ne postoji mogućnost osobnog sučeljavanja. 
Rasprave su uglavnom unaprijed dogovorene, a mogu se odvijati i spontano. U dogovorenoj, uvijek postoji voditelj koji vodi debatu, određuje redoslijed govornika i prekida ih ako su nepristojni ili preopširni. Na početku rasprave voditelj kratko izloži temu, početnu tvrdnju. Zatim sudionici iznose protutvrdnje i sukobljavaju mišljenja. 
Da se rasprave ne bi pretvorile u neproduktivne svađe, treba znati sudjelovati u njoj, tj. diskutirati. Svatko tko je raspravljač treba poštovati pravila rasprave (raspored i vrijeme govorenja). Kod diskusije se traži kritičnost prema sebi i drugima, pristojnost i korektnost. Uvijek treba postojati afirmacijska (za) i negacijska (protiv) grupa/skupina.